# Lasiodorides striatus
Lasiodorides striatus är en spindelart som först beskrevs av Schmidt och Antonelli 1996.  Lasiodorides striatus ingår i släktet Lasiodorides och familjen fågelspindlar.
Artens utbredningsområde är Peru. Inga underarter finns listade i Catalogue of Life.